# Museu Letó de la Farmàcia
El Museu Letó de la Farmàcia és un museu de medicina a Riga, Letònia. Va ser fundat el 1987 en associació amb el Museu Pauls Stradins per a Història de la Medicina i es troba en un edifici del segle xviii, que en si, és un monument arquitectònic.
El museu està dedicat a la comprensió del desenvolupament de la farmàcia i les farmàcies a Letònia i conté documents i llibres de les eines farmacèutiques del segle xvii al XIX i dispositius per a la preparació de fàrmacs i medicaments que es van elaborar a Letònia entre 1920 i 1930.